# 西入善駅
西入善駅（にしにゅうぜんえき）は、富山県下新川郡入善町下飯野新にある、あいの風とやま鉄道線の駅である。

## 歴史

西入善駅の開業を報道する当時の新聞記事

- 1959年（昭和34年）3月31日：国鉄北陸本線の生地駅 - 入善駅間に西入善信号場として開設される[2]。
- 1960年（昭和35年）7月1日：駅に昇格し、西入善駅として開業する（旅客駅）[3]。旅客と共に手荷物及び小荷物を取扱い、配達を取扱わない[3]。
- 1965年（昭和40年）
  - 4月23日：当駅 - 生地駅間が複線化する[4]。
  - 8月25日：富山操車場 - 泊駅間が交流電化する[4]。
- 1966年（昭和41年）11月25日：当駅 - 入善駅間が複線化する[4]。
- 1970年（昭和45年）4月：跨線橋が完成する[5]。
- 1972年（昭和47年）
  - 10月2日：営業範囲を改正し、荷物取扱を廃止する[6]。同時に駅員無配置駅となる[7]。
  - 10月10日：入善町の委託駅となる[8]。
- 1987年（昭和62年）4月1日：国鉄分割民営化により、西日本旅客鉄道（JR西日本）の駅となる[2]。
- 2012年（平成24年）12月1日：当駅に名誉駅長を配置する[9]。
- 2015年（平成27年）
  - 3月3日：あいの風とやま鉄道が引続き名誉駅長を委嘱する[10]。
  - 3月14日：北陸新幹線金沢延伸開業に伴い、あいの風とやま鉄道の駅となる[11][1]。
  - 3月26日：ICカード「ICOCA」供用開始[12]。
- 2018年（平成30年）12月12日自動券売機が設置される[13]。
- 2024年 (令和6年) 11月30日　駅前広場整備完了

## 駅構造
相対式ホーム2面2線を持つ地上駅。上りホーム西端に駅舎と、下りホームへの跨線橋がある。駅舎の待合室の他に、各ホームに待合室がある。ホーム北側には防雪用ネットが設置されている。
JR西日本時代は富山地域鉄道部管理の無人駅であった。かつては職員が配置されており、出札口も設置されていた。なお、経営移管後も引き続き無人駅となっているが、名誉駅長が配置されている。
ホームにはソメイヨシノが植えられている。

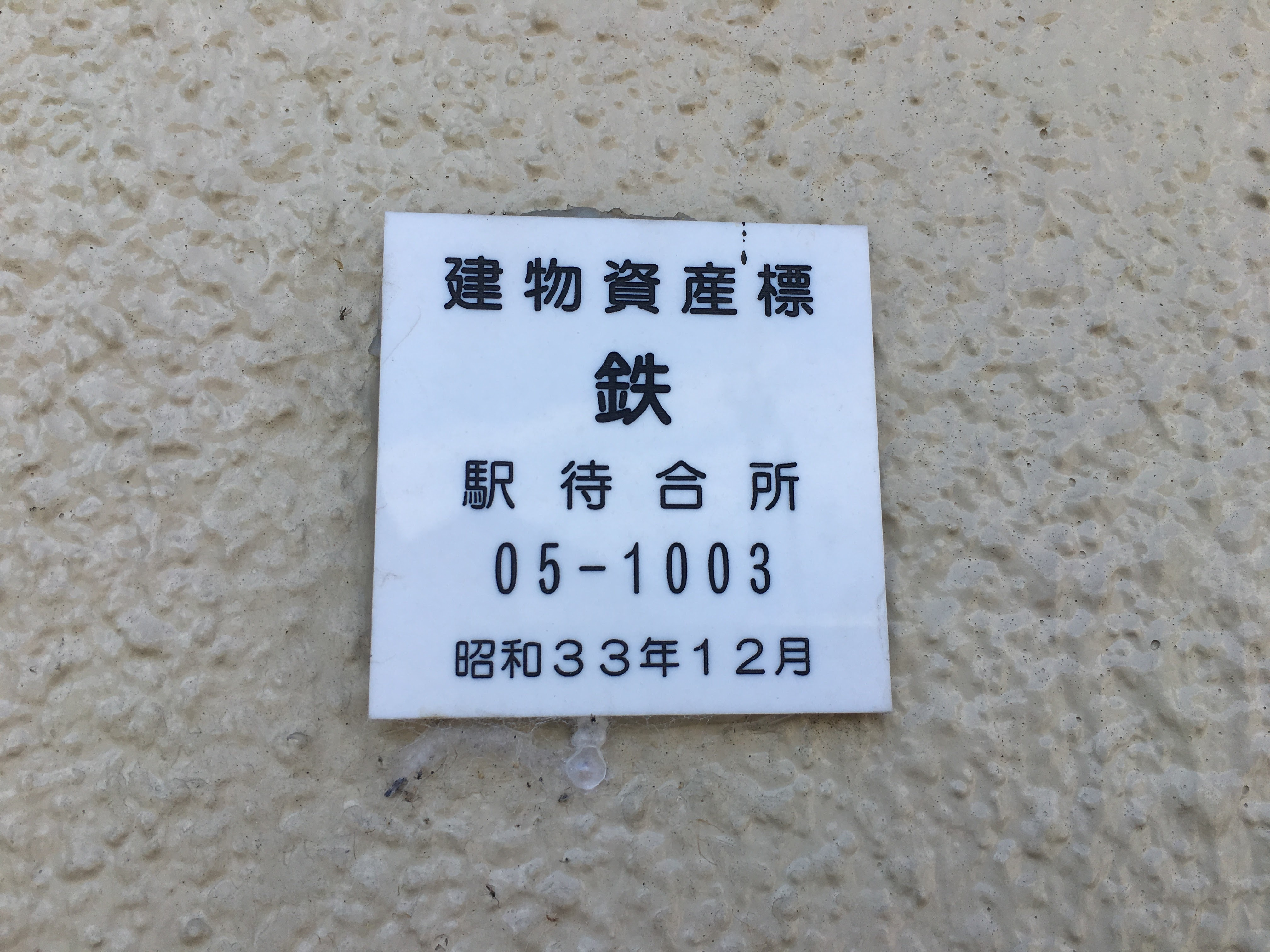
駅舎建物財産標
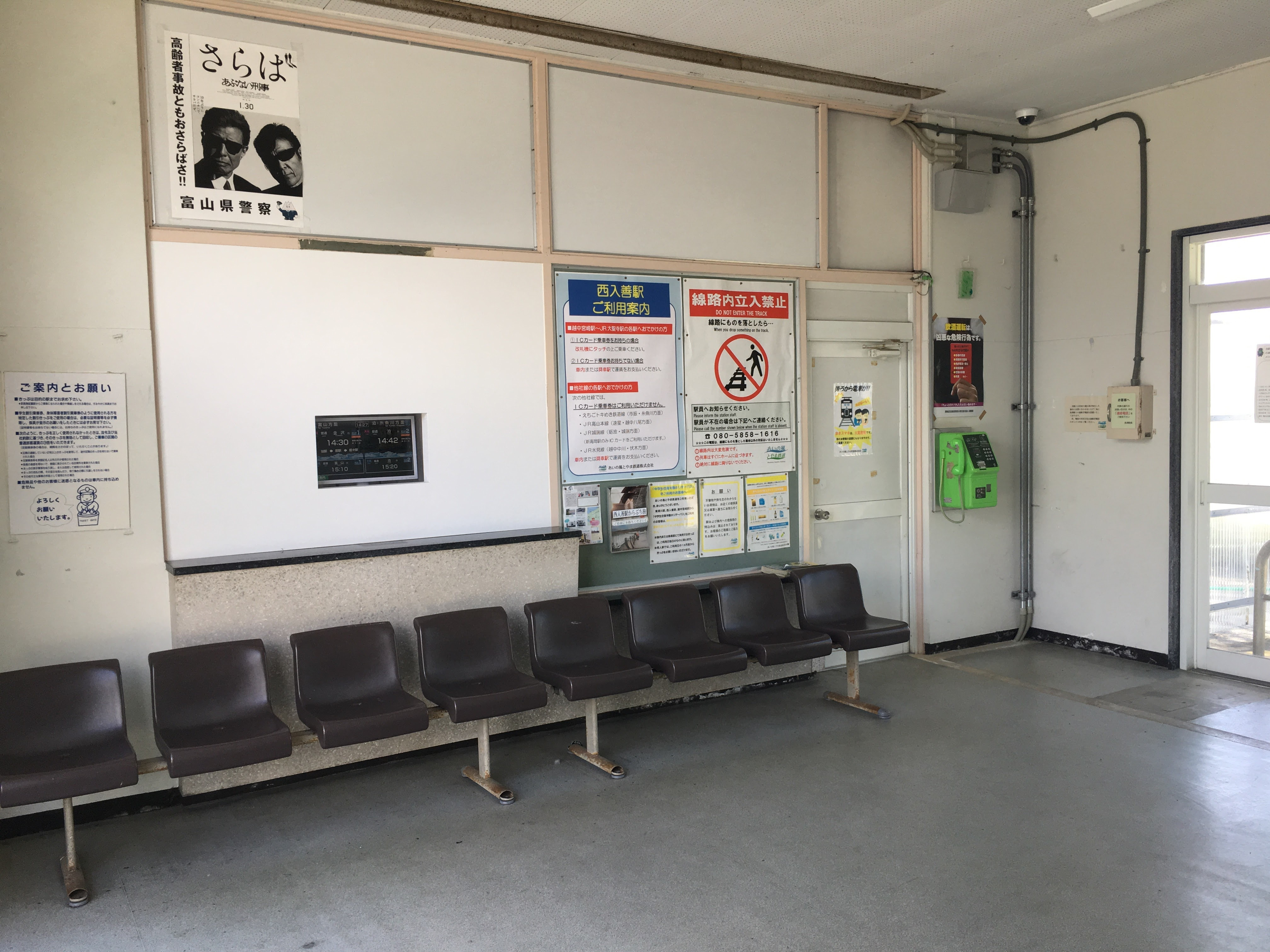
待合所
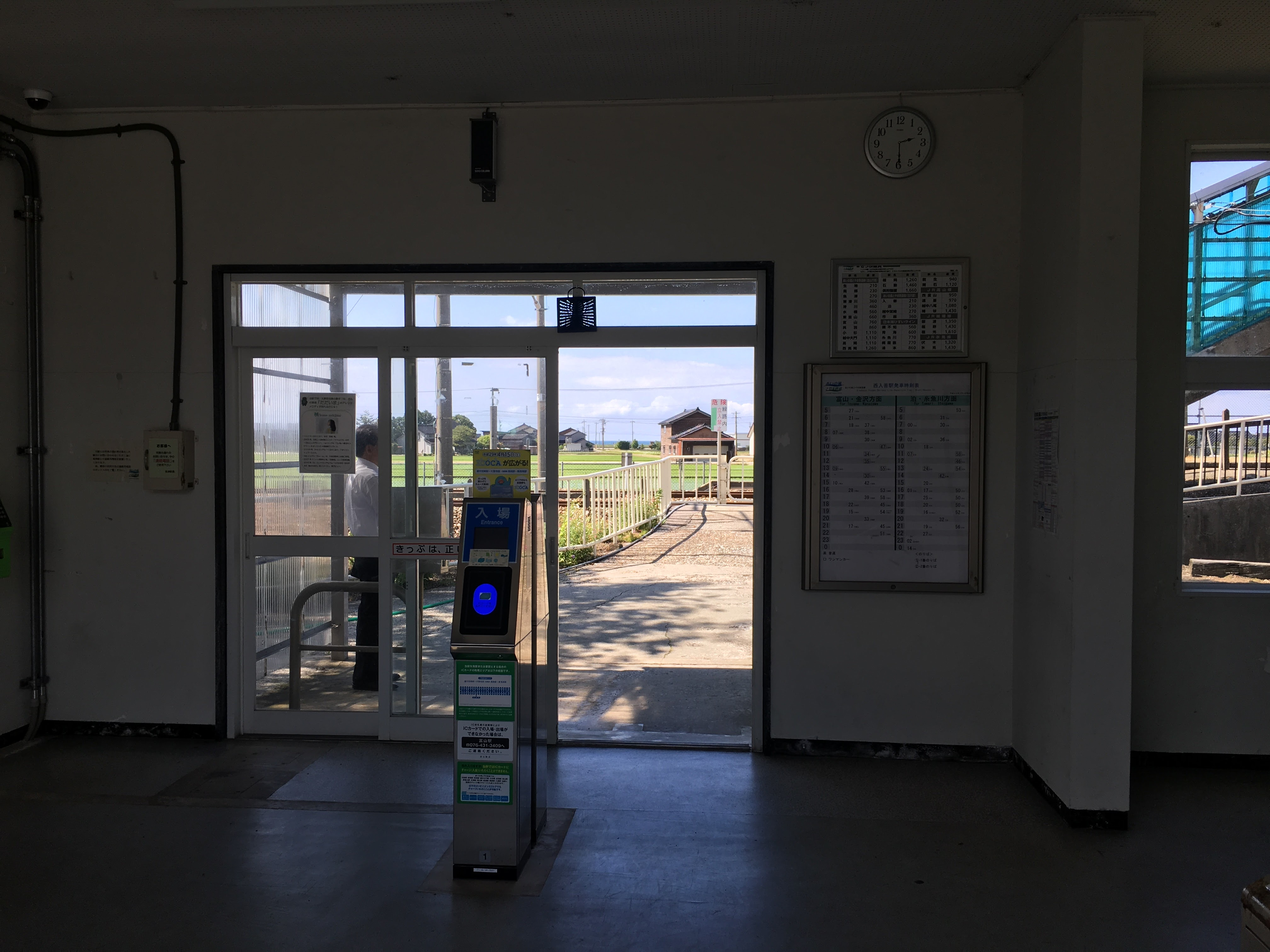
改札
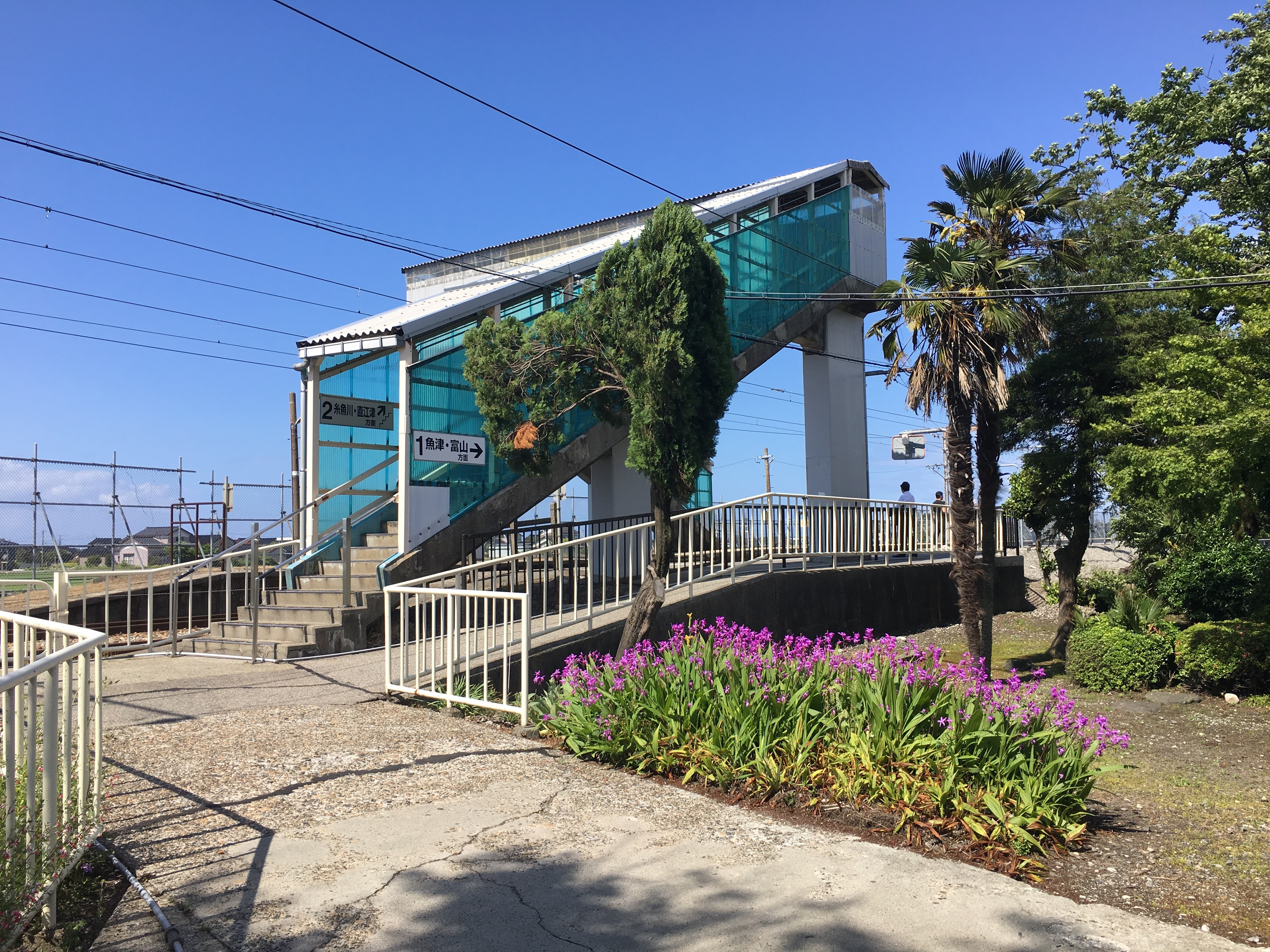
跨線橋
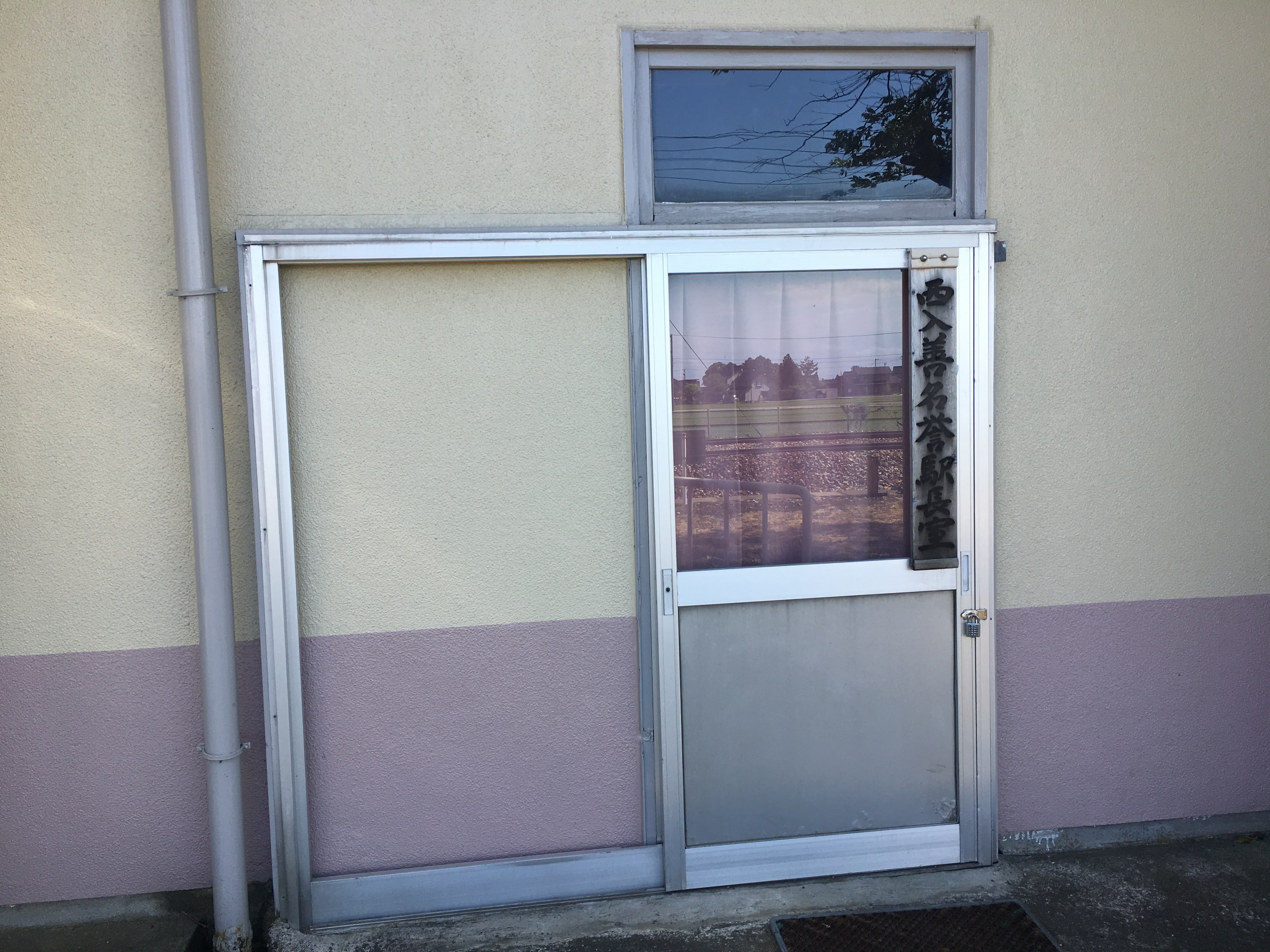
名誉駅長室

### のりば
| 番線 | 路線                  | 方向 | 行先           |
| ---- | --------------------- | ---- | -------------- |
| 1    | ■あいの風とやま鉄道線 | 上り | 富山・金沢方面 |
| 2    | ■あいの風とやま鉄道線 | 下り | 泊・糸魚川方面 |

### 到着メロディ
富山方面に『アニーローリー』、泊方面に『かっこう』が長らく使用されてきたが、2017年（平成29年）3月の新旅客案内システム導入に伴い、入善町出身の歌手・西島梢（元ナナムジカ）のソロ再デビュー時の楽曲「ただいま」のアレンジが到着メロディとして使用開始された。

## 利用状況
2020年（令和2年）度の1日平均乗車人員は159人である。
『富山県統計年鑑』およびあいの風とやま鉄道発表資料によると、近年の1日平均乗車人員の推移は以下の通りである。
| 年度   | 1日平均 乗車人員 |
| ------ | ---------------- |
| 1995年 | 233              |
| 1996年 | 231              |
| 1997年 | 243              |
| 1998年 | 253              |
| 1999年 | 234              |
| 2000年 | 218              |
| 2001年 | 251              |
| 2002年 | 246              |
| 2003年 | 239              |
| 2004年 | 220              |
| 2005年 | 209              |
| 2006年 | 215              |
| 2007年 | 212              |
| 2008年 | 224              |
| 2009年 | 236              |
| 2010年 | 219              |
| 2011年 | 216              |
| 2012年 | 218              |
| 2013年 | 220              |
| 2014年 | 187              |
| 2015年 | 229              |
| 2016年 | 232              |
| 2017年 | 220              |
| 2018年 | 225              |
| 2019年 | 212              |
| 2020年 | 159              |

備考
1. ↑  2014年度は2015年3月13日までの計347日間を集計したデータ。

## 駅周辺
住宅がやや多い。
- 園家山
- 杉沢の沢スギ
- 高瀬湧水の庭[19]
- 国道8号

### バス路線
1999年（平成11年）6月から2015年（平成27年）7月は、入善町コミュニティバス「のらんマイ・カー」が駅前を経由していた。同路線の経路変更後は当駅を経由するバスが設定されていない。

## 隣の駅
あいの風とやま鉄道
■あいの風とやま鉄道線
生地駅 - 西入善駅 - 入善駅